# Gretta Bader
Gretta Lange Bader (25 de mayo de 1931 - 1 de agosto de 2014) fue una escultora estadounidense de origen alemán conocida por su retrato en bronce.

## Biografía
Margaret Marie Lange fue educada en el colegio Pomona, donde conoció a su futuro esposo William B. Bader, graduándose en 1953. Estudió en la Academia de Bellas Artes de Múnich después de casarse con Bader. Continuó estudiando arte en la Escuela de Arte Corcoran y la Escuela de Diseño de Rhode Island. Ella enseñó en la Escuela de la Liga de Arte en Alexandria, Virginia, presidiendo su Departamento de Escultura de 1984-89. Ella era una académica visitante en la Academia Americana en Roma.
Con su esposo, tuvo cuatro hijos, Christopher, Katharine, John y el actor Diedrich Bader. Murió de insuficiencia cardíaca congestiva  en Washington D. C. el 1 de agosto de 2014, a los 83 años.

## Trabajos
Las esculturas de Bader se pueden encontrar en la Galería Nacional de Retratos y el Museo Nacional de Construcción.
Completó más de 30 esculturas de retratos de tamaño completo, incluyendo esculturas de J. William Fulbright (en la Universidad de Arkansas), Frank Church, Claiborne Pell, Donald Ross (en Pinehurst Resort), y Ben Bradlee, exeditor del Washington Post. Completó cientos de bustos, incluidos 234 diseñados en 1984 para el Museo Nacional de Construcción.